# Marta Nováková
Marta Nováková (ur. 4 listopada 1954 w Turzówce) – czeska działaczka gospodarcza i przedsiębiorca, w latach 2018–2019 minister przemysłu i handlu.

## Życiorys
W 1974 ukończyła szkołę średnią w Opawie, a w 1980 studia ekonomiczne w Wyższej Szkole Górniczej w Ostrawie. W latach 80. pracowała w domu towarowym PRIOR SM, zajmowała kierownicze stanowisko w departamencie handlu. Od 1991 związana z sektorem prywatnym, m.in. jako współzałożycielka, współwłaścicielka i następnie właścicielka przedsiębiorstwa Sluno Corporation (przekształconego następnie w U&SLUNO), działającego w branży technologii informacyjnych. W 2014 została przewodniczącą czeskiej organizacji gospodarczej zrzeszającej przedsiębiorstwa handlowe i turystyczne (Svaz obchodu a cestovního ruchu ČR), a w 2017 wiceprezesem Izby Gospodarczej Republiki Czeskiej.
W czerwcu 2018 z rekomendacji partii ANO 2011 w drugim rządzie Andreja Babiša objęła stanowisko ministra przemysłu i handlu. Urząd ten sprawowała do kwietnia 2019.